# Konsten att döda en politiker
Konsten att döda en politiker är en svensk dokumentärfilm från 2015 i regi av Ulf Hultberg och Åsa Faringer. Filmen handlar om politikern Sandra Torres och hennes kamp för sociala reformer och mänskliga rättigheter i Guatemala. Torres aspirerar på att bli landets första kvinnliga president men motarbetas av massmedia.
Filmen producerades av Hultberg för bolaget Original Film AB, med filmstöd av Stiftelsen Svenska Filminstitutet. Filmkonsulent var Cecilia Lidin. Den hade svensk biopremiär den 13 mars 2015.

## Mottagande
Filmen har medelbetyget 2,5/5 på Kritiker.se, baserat på fyra recensioner. Dagens Nyheter gav betyget 3/5 där recensenten Helena Lindblad kallade den "filmiska metoden tämligen konstlös" och liknade filmen vid ett TV-reportage. Lindblad berömde dock filmen för att sätta fokus på en konflikt annars "försvinner i nyhetsbruset".
Kommunalarbetaren var desto mer negativ och gav betyget 2/5. Recensenten Elin Steen kallade bildurvalet för "enahanda" och skrev att den långsamma berättarrösten fick hennes "tankar att vandra". Även Nöjesguidens Agnes Lindström var kritisk och menade att bilderna inte är " särskilt känsloladdade" och efterlyste "ett tydligare fokus". Onyanserat gav betyget 2/5.